# Лубанго
Лубанго (порт. Lubango) — місто в Анголі. Центр провінції Уїла. Населення — 318 тис. чол. У Лубанго проходили матчі Кубка африканських націй 2010.

## Економіка
Економіка Лубанго базується на сільському господарстві, особливо м'ясній продукції, зернових, сизалю, тютюні, фруктах і овочах, вироблених у навколишньому родючому регіоні. Харчова промисловість, дублення шкіри і промисловість споживчих товарів домінують у промисловому секторі.
Ангольські банки, такі як BAI або BPC пропонують хороші фінансові послуги і можливо отримувати кошти з-за меж Анголи шляхом електронного переказу коштів у ці банки. Банкомати доступні по всьому місту, але вони виплачують кванзу, яка є місцевою валютою. На ринках і долари США, і кванзи є в обігу.
Основною торговою площею в Лубанго є нещодавно побудований торговий центр під назвою «Milleneum», де є доступними більшість продуктів щоденного використання, а також інші товари, такі як косметика, взуття, одяг і т. д.

## Транспорт
Лубанго є місцем розташування важливого аеропорту (Lubango Airport) і штаб-квартирою для полку винищувачів-бомбардувальників ангольських повітряних сил. Аеропорт щодня приймає рейси з Луанди (TAAG — авіакомпанія Анголи) і три рази в тиждень з Віндгуку, (Намібія).
Місто обслуговується залізницею Moçâmedes відомою як CFM. Це вузол на залізничній гілці на Chiange (місто в провінції Уїла). Крім того, місто обслуговується таксі, які працюють по всьому місту. Послуги автобусів доступні з Лубіто і автобуси фірми під назвою «SGO» є досить зручними.

## Клімат
Маючи висоту 1760 метрів над рівнем моря, Лубанго є одним з найвищих міст в Анголі. Клімат жаркий і вологий протягом дня, а вночі добряче холодно; середньорічна температура становить 18 °C, хоча є і крайнощі 1 °C — 34 °C. Червень є найхолоднішим місяцем, коли можливими є заморозки. Найбільші дощі випадають в період з січня по березень, а найтеплішими є місяці з жовтня по травень.